# Dear Doctor (chanson)
Pour les articles homonymes, voir Dear Doctor.
 (octobre 2022).
La mise en forme du texte ne suit pas les recommandations de Wikipédia : il faut le « wikifier ».
Les points d'amélioration suivants sont les cas les plus fréquents. Le détail des points à revoir est peut-être précisé sur la page de discussion.
- Les titres sont pré-formatés par le logiciel. Ils ne sont ni en capitales, ni en gras.
- Le texte ne doit pas être écrit en capitales (les noms de famille non plus), ni en gras, ni en italique, ni en « petit »…
- Le gras n'est utilisé que pour surligner le titre de l'article dans l'introduction, une seule fois.
- L'italique est rarement utilisé : mots en langue étrangère, titres d'œuvres, noms de bateaux, etc.
- Les citations ne sont pas en italique mais en corps de texte normal. Elles sont entourées par des guillemets français : « et ».
- Les listes à puces sont à éviter, des paragraphes rédigés étant largement préférés. Les tableaux sont à réserver à la présentation de données structurées (résultats, etc.).
- Les appels de note de bas de page (petits chiffres en exposant, introduits par l'outil «  Source ») sont à placer entre la fin de phrase et le point final[comme ça].
- Les liens internes (vers d'autres articles de Wikipédia) sont à choisir avec parcimonie. Créez des liens vers des articles approfondissant le sujet. Les termes génériques sans rapport avec le sujet sont à éviter, ainsi que les répétitions de liens vers un même terme.
- Les liens externes sont à placer uniquement dans une section « Liens externes », à la fin de l'article. Ces liens sont à choisir avec parcimonie suivant les règles définies. Si un lien sert de source à l'article, son insertion dans le texte est à faire par les notes de bas de page.
- La présentation des références doit suivre les conventions bibliographiques. Il est recommandé d'utiliser les modèles {{Ouvrage}}, {{Chapitre}}, {{Article}}, {{Lien web}} et/ou {{Bibliographie}}. Le mode d'édition visuel peut mettre en forme automatiquement les références.
- Insérer une infobox (cadre d'informations à droite) n'est pas obligatoire pour parachever la mise en page.

Pour une aide détaillée, merci de consulter Aide:Wikification.
Si vous pensez que ces points ont été résolus, vous pouvez retirer ce bandeau et améliorer la mise en forme d'un autre article.
Pistes de Beggars Banquet
No Expectations
(2) Parachute Woman
(4)
Dear Doctor est une chanson du groupe de rock britannique The Rolling Stones parue sur l'album Beggars Banquet le 6 décembre 1968. Elle est écrite et composée par Mick Jagger et Keith Richards et est produite par Jimmy Miller.
Dear Doctor a été enregistré aux studios Olympic à Londres entre le 13 et le 21 mai 1968. Malgré son apparition sur l'un des albums les plus connus des Rolling Stones, Dear Doctor n'a jamais été joué en concert par le groupe. Il apparaît sur l'album de compilation Slow Rollers.

## Analyse artistique

### Paroles
Écrite et composée par Mick Jagger et Keith Richards, la chanson raconte l'histoire d'un jeune homme qui découvre que sa fiancée l'a abandonné le jour de leur mariage, à son grand soulagement : 
« Je tremblais, alors que je mettais ma veste
Il avait des plis aussi pointus qu'un couteau
J'ai mis la bague dans ma poche, mais il y avait un mot
Et mon cœur a sauté dans ma bouche
Il disait, "Chéri, je suis désolé de te blesser
Mais je n'ai pas le courage de te parler en face
Mais je suis en Virginie avec ton cousin Lou
Il n'y aura pas de mariage aujourd'hui." »

### Composition
Dear Doctor est une chanson country à 3/4 aux inflexions blues. C'est un bon exemple des compositions à base de guitare acoustique qui ont valu à Beggars Banquet sa réputation de "retour en forme" des Rolling Stones. Bill Janovitz dit dans sa critique de la chanson, "Avec tous les instruments acoustiques - guitare, piano, harmonica, tambourin et contrebasse - ... le groupe parvient à sonner authentiquement ancien et primitif, avec Mick Jagger employant le faux accent américain qu'il continuerait à exploiter dans les futures chansons de blues et de country tout au long de la carrière des Stones."
À propos des expériences country des Rolling Stones, Mick Jagger a déclaré en 2003: "Les chansons country, comme Factory Girl ou Dear Doctor, sur Beggars Banquet étaient vraiment des pastiches. Il y a de toute façon un sens de l'humour dans la musique country, une façon de regarder la vie d'une manière humoristique - et je pense que nous ne faisions que reconnaître cet élément de la musique."
Janovitz conclut: "Mick Jagger se moque peut-être un peu, mais il ne pourrait pas saisir le langage des personnages avec autant de précision s'il ne l'avait pas étudié de près en tant que fan de la musique... En un sens, ils ont été musicologues, interprétant des formes musicales qui risquaient de disparaître. La qualité brute de Dear Doctor et du reste de l'album était un son accueillant aux oreilles de la plupart des fans des Stones qui perdaient patience avec leurs expérimentations sur Their Satanic Majesties Request.

## Personnel
- Mick Jagger : chant
- Keith Richards : guitare acoustique, chœurs
- Brian Jones : harmonica, guitare slide
- Bill Wyman : contrebasse
- Charlie Watts : percussion
- Nicky Hopkins : piano bastringue